# محمد بو سنده
محمد ابو سنده (انگلیسی: Mohammed Abo Sandah؛ زادهٔ ۲۰ ژوئن ۱۹۹۵) بازیکن فوتبال اهل امارات متحده عربی است.